# Comenius-Realschule Wertheim
Die Comenius-Realschule Wertheim ist eine Realschule im Wertheimer Stadtteil Bestenheid im Main-Tauber-Kreis in Baden-Württemberg.

## Geschichte

### Schule
Bereits im Jahre 1951 führte Volksschulrektor Kurt Prüfer Sprachklassen ein, die später zum Mittelschulzug    ausgebaut werden konnten. Im Jahre 1954 wurde schließlich die erste Klasse eines Aufbauzuges (Mittelschulzug) durch das zuständige Ministerium genehmigt. Der  Mittelschulzug war in der Volksschule in der Luisenstraße untergebracht. Die Einführung des Mittelschulzuges führte zu einer Schulraumnot in Wertheim, wodurch unter anderem einige Mittelschulklassen nur verkürzten Unterricht beziehungsweise Schichtunterricht erhalten konnten. Erst durch die Übernahme von vier Räumen im alten Krankenhaus, in denen die Mittelschulklassen 9 und 10 Unterricht erhielten, konnte die Schulraumnot behoben werden. Im Jahre 1960 wurde aufgrund einer erneuten Schulraumnot mit einem Anbau an die Volksschule begonnen, dessen Richtfest und Übergabe 1961 gefeiert wurde.
Die Stadt Wertheim plante, mangels eines Geländes in der Stadt, ab 1964 den Neubau eines Mittelschulgebäudes im Stadtteil Bestenheid. Zunächst verblieb die Mittelschule jedoch noch im Stadtgebiet, nachdem die Volks- und Sonderschule im alten Gymnasiumsgebäude untergebracht wurde und der Mittelschulzug alleine im Gebäude an der Luisenstraße verblieb. Im Jahre 1967 wurde im Stadtrat erwogen, einen neuen Realschulbau in Bestenheid noch vor 1970 zu errichten. Der Präsident des Oberschulamtes Nordbaden schlug im Jahre 1969 hingegen vor, anstelle des bisher geplanten, 24 Klassen umfassenden Realschulgebäudes ein noch größeres Bildungszentrum zu errichten. Der Stadtrat stimmte dem zu. Im Dezember 1973 konnte das Bildungszentrum in Wertheim-Bestenheid, in dem die Realschule Wertheim bis heute untergebracht ist, schließlich eingeweiht werden. Im Jahre 2001 wurde ein Mehrzweckspielfeld errichtet, das für fast jede Sportart nutzbar ist. 2001 fand auch erstmals der Berufsinformationstag in der Realschule sowie im angrenzenden Beruflichen Schulzentrum Wertheim statt, der bis heute jährlich ausgerichtet wird.
In den 2000er Jahren wurde die Realschule kernsaniert. Hierfür mussten die Schüler für einige Zeit an Ausweichstandorten unterrichtet werden. Im Oktober 2010 konnte schließlich das Richtfest für eine rundum erneuerte Comenius-Realschule mit eigener Mensa an einem Tag der offenen Tür mit über tausend Besuchern gefeiert werden. Die neuen räumlichen Möglichkeiten samt Mensa läuteten für die Schule zugleich eine neue Ära als Ganztagsschule ein.

### Schulleitung
Folgende Personen waren Schulleiter der Comenius-Realschule:
| Amtszeit  | Schulleiter                       |
| --------- | --------------------------------- |
| 1954–1955 | Kurt Prüfer                       |
| 1956–1969 | Martin Böhmer                     |
| 1969–1990 | Viktor Pfitzner                   |
| 1990–2002 | Wolfgang Schmeisser               |
| 2002–2003 | Dieter Zimmermann (kommissarisch) |
| 2003–2018 | Hans-Peter Otterbach              |
| Seit 2018 | Katrin Amrhein                    |

## Schulabschluss
Die Schüler werden zum Mittleren Bildungsabschluss der Realschule (Mittlere Reife) geführt. Ebenso ist es möglich, die Hauptschulabschlussprüfung nach Klasse 9 abzulegen (für Schüler, die auf G-Niveau, das heißt auf grundlegendem Niveau, lernen). 

## Schulleben und Besonderheiten
Die Comenius-Realschule ist eine sechszügige Realschule und bietet einen bilingualen Zug (Leitfach Mathematik) sowie einen MINT-Zug (zwei Stunden Robotic pro Woche zusätzlich) an. Die Comenius-Realschule ist eine zertifizierte Stark-Stärker-Wir-Schule und verfügt über ein breit aufgestelltes Sozialcurriculum. Regelmäßig finden Präventionsveranstaltungen in Kooperation mit verschiedenen Bildungspartnern statt. 
Das Ganztagsangebot umfasst ein Internet-Café, eine Schülerbücherei, einen Fun-Court, Hausaufgabenbetreuung, Lernzeit und vielfältige Arbeitsgemeinschaften (beispielsweise Zirkus, Tanz, Theater, Bühnenbild, Orchester, Robotic, Website, MS Office, Tastaturschreiben).